# 한국언론진흥재단
한국언론진흥재단(韓國言論進興財團, Korea Press Foundation)은 대한민국에서 신문 등 오래된 언론 산업이 새로운 디지털 혁명 속에서 새로운 언론 매체로 발전할 수 있도록 기존 신문발전위원회, 한국언론재단, 신문유통원을 통합하여 2009년 12월에 설립되어 2010년 2월 출범한 문화체육관광부 산하 기금관리형 준정부기관이다. 서울특별시 중구 세종대로 124 (태평로1가)에 위치하고 있다.

## 설립 근거
- 신문 등의 진흥에 관한 법률 제34조에 근거해 설립 되었다.[1][2]

## 목표
1. 신문산업 경쟁력 강화
2. 신문의 자생력을 높임
3. 뉴스 콘텐츠 품질제고와 읽기문화 확산
4. 신문 물류비용 절감
5. 정부광고 대행제도 일신 등 언론산업 발전

## 주요 사업
- 언론산업의 발전을 위한 조사․연구․교육․연수 등 각종 진흥 사업
- 한국 언론매체의 해외진출 및 국제교류협력 지원사업
- 언론진흥기금의 조성과 관리․운용
- 정부광고 및 법원공고 대행사업
- 언론인 융자 등 복지증진 사업 등

## 연혁
2010년 1월 초대 이사장 이성준이 취임되었다. 이후 같은 해 2월 한국언론진흥재단 출범하고 신문등의 진흥에 관한 법률 시행했다.
2013년 12월 2대 이사장으로 김병호이 취임되었다.
2017년 9월 3대 이사장으로 민병욱이 취임되었다.
2020년 10월 4대 이사장으로 표완수가 취임되었다.
2023년 10월 5대 이사장으로 김효재가 취임되었다.

## 조직

### 이사장
- 저널리즘위원회
- 이사회
- 감사 (검사역)
  - 기금관리위원회

#### 미디어본부
- 미디어진흥실
  - 저널리즘지원팀
  - 언론인연수팀
  - 미디어교육팀
  - 국제교류팀
- 미디어연구센터
  - 연구팀
  - 조사분석팀

#### 정부광고본부
- 광고기획국
  - 광고전략팀
  - 광고협력팀
- 광고운영국
  - 광고컨설팅팀
  - 정부기관광고팀
  - 공공기관광고팀
  - 지자체광고팀
  - 공공법인광고팀

#### 경영본부
- 경영기획실
  - 기획예산팀
  - 정보기술팀
  - 경영지원팀
  - 재무회계팀
  - 경영혁신팀
  - 전문위원실
- 지역언론지원국
  - 지역언론팀
  - 세종·대전총괄지사
  - 부산지사
  - 광주지사
  - 대구지사

#### 뉴스유통국
- 신문유통팀
- 뉴스저작권팀
- 뉴스빅데이터팀

## 기타
대한민국 언론인들의 상호협력과 친목도모를 위한 한국프레스클럽, 회원간 생활안정과 복지증진을 위해 언론인금고, 언론인의 전문화와 미디어 산업의 선진화를 목표로 한국언론교육원, 언론도서관 등을 운영하고 있다.

## 같이 보기
- 한국언론재단
- 한국기자협회
- 한국신문협회
- 한국방송협회
- 한국신문방송편집인협회
- 한국온라인신문협회
- 한국인터넷신문협회
- 한국인터넷미디어협회